# Galata
Galata (turško Galata oz. Karaköy, grško starogrško Γαλατᾶς, Galatas) je bila mestna četrt Konstantinopla, zdaj Carigrad, Turčija.
Nahaje se na severni obali zaliva Zlati rog, ki jo ločuje od zgodovinskega Konstantinopla. Preko Zlatega roga je zgrajenih več mostov, od katerih je najslavnejši Galatski most. Srednjeveška Galata je bila od leta 1273 do 1453 kolonija Genovske republike. Na najvišji točki Galate stoji slavni Galatski stolp. Sedanja Galata se imenuje Karaköy in je del carigrajskega samoupravnega mestnega območja Beyoğlu (Pera). 

## Etimologija
O izvoru imena Galata obstaja več teorij. Grki so prepričani, da izvira bodisi iz besede Galatai,  ki se nanaša na Galce oziroma Gote, ki so v helenističnem obdobju živeli na tem mestu pred preselitvijo v centralno Anatolijo, bodisi iz besede galatas, ko pomeni mlekar, ker so na tem območju v srednjeveškem (bizantinskem) obdobju pasli drobnico in živino. Po drugi hipotezi je galata različica italijanske besede calata, ki pomeni del pomolov v pristanišču, namenjenih jutranjim trgovskim ladjam za izkrcavanje in vkrcavanje blaga ali potnikov in začasno shranjevanje blaga in ladijske opreme. Ker je bil ta del Zlatega roga več stoletij v posesti Genovske republike, bi ime lahko bilo genovskega izvora. Naziv Galata je kasneje privzela Genova v imenu svojega pomorskega muzeja Galata Museo del Mare.

## Zgodovina
V zgodovinskih dokumentih se Galata pogosto omenja kot Pera. Naziv izhaja iz starogrškega ledinskega imena za prostor Peran en Sykais, kar pomeni veliko polje na drugi strani.
Mestna četrt se prvič omenja v poznoantičnih zapisih kot Sykai ali Sycae. Do leta 425 n. št., ko je bila zbrana Notitia Urbis Constantinopolitanae, je že kot 13. regija postala integralni del mesta. Po Notiii je cesar Honorij (vladal 395–423) v njej zgradil forum, javno kopališče, gledališče, ulico s stebriščem in 435 stanovanjskih blokov. Mesto je bilo obzidano verjetno že v 5. stoletju. Sykai je dobil pod Justinjanom I. (vladal 527–565) popolne mestne pravice in novo ime – Iustinianopolis. V 7. stoletju je bil najbrž povsem opuščen. Od njega je ostal samo velik stolp Megalos Pyrgos (kastellion tou Galatou), ki je nadziral severni konec verige, ki je blokirala vhod v Zlati rog.
V 11. stoletju je bila v Galati ustanovljena mestna judovska skupnost, ki je štela okoli 2.500 oseb. Leta 1171 je bilo v Galati ustanovljeno genovsko naselje, ki je bilo kmalu skoraj v celoti uničeno. Četudi so Genovežani vztrajno trdili, da uničenje nima nobene zveze z Beneško republiko, je bizantinski cesar Manuel I. Komnen (vladal 1143–1180) uničenje izkoristil kot izgovor za aretacijo vseh beneških državljanov in zaseg njihovega premoženja v celem Bizantinskem cesarstvu. Kastelion in judovsko četrt so izropali in uničili katoliški križarji v četrti križarski vojni leta 1403, malo preden so izropali Konstantinopel (1204).
V obdobju Latinskega cesarstva (1204-1261), ki je nasledilo Bizantinsko, so v Galati na mestu bizantinske cerkve iz 6. stoletja zgradili katoliško kapelo, posvečeno svetemu Pavlu. Kapelo so leta 1325 znatno razširili dominikanski fratri in jo preimenovali v cerkev svetega Dominika, lokalni prebivalci pa so jo še vedno imenovali cerkev sv. Pavla. Leta 1407 je papež Gregor XII. za vse obiskovalce samostana sv. Pavla v Galati uvedel odpustke, da bi s temi dohodki vzdrževal samostansko cerkev. Sultan Mehmed II. je cerkev v letih 1475-1478 preuredili v mošejo in jo imenoval Galatska mošeja (Galata Camii) ali Velika mošeja (Cami-i Kebir). Sultan Bajazid II. je mošejo prepustil španskim Mavrom, ki so pred špansko inkvizicijo leta 1492 pobegnili v Konstantinopel. 
Leta 1261 so četrt ponovno zavzeli Bizantinci. Cesar Mihael VIII. Paleolog (vladal 1259–1282) jo je v skladu z Nimfejskim sporazumom leta 1267 prepustil Genovski republiki. Leta 1303 so bile postavljene natančne meje kolonije. Njeno utrjevanje je bilo prepovedano. Genovežani se prepovedi niso držali in s širjenjem obzidja kolonijo celo povečali. Gradnja obzidja in Galatskega stolpa, ki se je prvotno imenoval Christea Turris - Kristusov stolp, je bila končana leta 1348. Vse utrdbe so ostale nedotaknjene do 19. stoletja, ko je bila večina njih podrta, da se je lahko mesto razširilo proti severu. Ohranjen je samo zelo majhen del obzidja v bližini Galatskega stolpa. 
Ko je Konstantinopel leta 1453 osvojil sultan Mehmed Osvajalec, je bila Galata in njena okolica naseljena z genovskimi in beneškimi katoliki in nekaj Grki, Armenci in Judi. Krščanski prebivalci so bili med osmanskim obleganjem Konstantinopla nevtralni in se niso postavili niti na osmansko stran niti proti njej. Sodobni zgodovinar Halil İnalcık je na podlagi popisa prebivalstva leta 1455 izračunal, da je med obleganjem in po padcu mesta pobegnilo okoli 8 % galatskega prebivalstva.
Popis iz leta 1455 je pokazal, da so Judje prebivali predvsem v četrtih Fabya in Samona v bližini sedanjega Karaköya. Čeprav so grško govoreči Judje Galate po padcu mesta očitno ostali na svojih domovih, ni bilo po letu 1472 nobenega več. Stanje je ostalo nespremenjeno do sredine 16. stoletja.
Dogodki v Galati so v tedanjih virih opisani različno. Po nekaterih so tisti, ki so se bili pripravljeni vdali osmanski floti, šli k sultanu in mu predali mestne ključe. Dogodek je v zapisih Mihaela Dukasa in Giovannija Lomellina opisan zelo neskladno, Laonik Halkokondil pa piše, da je genovski župan mesta še pred prihodom osmanske flote izročil mestne ključe osmanskemu poveljniku Zagan Paši in ne sultanu. Beg kristjanov iz mesta je opisal udeleženec dogodkov Leonard s Hiosa: 
"Tisti, ki se pred prihodom turških ladij niso uspeli vkrcati na svoje ladje, so bili aretirani. Matere so aretirali, otroke pa pustili, včasih tudi obratno. Mnogi so poskušali plavati preko zaliva in utonili. Ljudje so se razkropili (po mestu) in brez usmiljenja ropali drug drugega."
Po zapisih Dukasa in Mihaela Kristobula vojska Zagan Paše ni bila nasilna do prebivalcev. Halkokondil korektnega obnašanja vojakov ne omenja, Leonard s Hiosa pa piše, da so vsi tisti Galatčani, ki so se v nasprotju z ukazi iz Genove ponižno vdali, ostali živi in obdržali svoje premoženje. Premoženje beguncev se je zaplenilo. Dukas in Lomellino pišeta, da so vsem tistim, ki so se v treh mesecih vrnili, premoženje vrnili.
Po osmanski osvojitvi je bilo v Galati zgrajenih več impozantnih palač. Bankalar Caddesi (Bančna ulica) je postala finančno središče Osmanskega cesarstva. Leta 1880 je bilo veliko zgradb podrtih zaradi gradnje tramvajske proge. Galata in Pera sta bili v poznem 19. in zgodnjem 20. stoletju del Občine 6. okrožja, Carigrad pa Prefektura mesta Konstantinopel.
V osmanskem obdobju je v Galati izhajalo veliko časopisov nemuslimanskih manjšin in v tujih jezikih. Tiskali so se podnevi in raznašali ponoči, ker oblasti tiskanja ponoči v Galati niso dovolile.
Na začetku 20. stoletja so bile v Galati ambasade evropskih držav in znatna krščanska skupnost. Matthew Ghazarian jo je na začetku 20. stoletja zaradi večjezičnosti opisal kot "bastion različnosti".
Sodobna Galata je znana po športnem klubu Galatasaray S.K., enem najboljših v Turčiji. Ustanovljen je bil leta 1905.

## Galerija
- Galatski stolp
- Pogled na Galatski stolp z Bosporja
- Pogled na Galatski stolp z anatolske obale Bosporja
- Galatski most

Pomembne zgradbe
- Arabska mošeja, nekdanja cerkev sv. Dominika (1325)
- Galatski stolp (1348)
- cerkev sv. Benedikta (1427)
- sinagoga Zülfaris (1823)
- cerkev sv. Petra in Pavla (1843)
- Kamondske stopnice (1880)
- Avstrijska visoka šola sv. Jurija (1882)
- Aškenaška sinagoga (1900)
- Italijanska sinagoga (1931)
- sinagoga Neve Shalom (1951)

Pomembni Galatčani in prebivalci Galate
- Abraham Salomon Camondo
- Konstantin Samuel Rafinesque
- Seydi Ali Reis